# Мильденбург, Анна фон
Анна фон Мильденбург (нем. Anna von Mildenburg, урожд. Анна Белльшан фон Мильденбург — нем. Anna Bellschan von Mildenburg, в замужестве за австрийским писателем Германом Баром Анна Бар-Мильденбург — нем. Anna Bahr-Mildenburg; 29 ноября 1872, Вена — 27 января 1947, Вена) — австрийская оперная певица, драматическое сопрано.
Училась в Венской консерватории у Розы Папир и Иоганнеса Ресса, затем частным образом у Козимы Вагнер и Густава Малера, оказывавшего ей значительное покровительство. Дебютировала в 1895 году в Гамбургской опере в партии Брунгильды в вагнеровском «Кольце нибелунга» (в постановке Малера), в 1897 году пела Кундри в «Парсифале» на Байройтском фестивале. С 1898 года выступала на сцене Венской придворной оперы,  директором которой в 1897—1907 годах был Малер, и пользовалась исключительным успехом. Солисткой венской труппы Мильденбург оставалась до 1917 года, её коронной партией считалась партия Изольды в «Тристане и Изольде».
В 1920-е годы Бар-Мильденбург выступала реже — в частности, появляясь время от времени на Зальцбургском фестивале. В этот период она преподавала в Мюнхене, где у неё учился Лауриц Мельхиор.
Анна фон Мильденбург считается одной из крупнейших певиц вагнеровского репертуара на рубеже XIX—XX веков. По иронии судьбы единственная сохранившаяся её запись к этому репертуару не относится: это речитатив из арии «Ozean, du Ungeheuer!» из оперы «Оберон» Карла Марии фон Вебера, записанный в 1904 году.
С 1909 года была замужем за австрийским писателем Германом Баром.
Работала как оперный режиссёр в Мюнхене и Аугсбурге.